# Kapamilya Channel
Kapamilya Channel este o rețea de televiziune filipineză cu sediul în Quezon City.

## Legături externe
- en  Situl oficial Kapamilya Channel Arhivat în 17 mai 2014, la Wayback Machine.